# Omega1 Aquarii
Omega1 Aquarii (ω1 Aquarii, förkortat Omega1 Aqr, ω1 Aqr) som är stjärnans Bayerbeteckning, är en ensam stjärna belägen i den östra delen av stjärnbilden Vattumannen. Den har en skenbar magnitud på 4,96 och är synlig för blotta ögat där ljusföroreningar ej förekommer. Baserat på parallaxmätning inom Hipparcosuppdraget på ca 22,9 mas, beräknas den befinna sig på ett avstånd på ca 142 ljusår (ca 44 parsek) från solen.

## Egenskaper
Omega1 Aquarii är en blå till vit underjättestjärna av spektralklass A7 IV. Den har en radie som är ca 2,5 gånger större än solens och utsänder från dess fotosfär ca 16 gånger mera energi än solen vid en effektiv temperatur av ca 7 500 K.